# 長正路
長 正路（ちょう まさみち、1910年（明治43年）1月28日 - 1984年（昭和59年）4月22日）は、昭和期の労働運動家、新聞記者、実業家、政治家。衆議院議員。

## 経歴
福岡県糟屋郡大川村（現粕屋町）で生まれる。福岡県福岡工業学校（現福岡県立福岡工業高等学校）を中退後、上京して専修大学経済科で学んだが中退した。労働運動に加わり、1937年（昭和12年）上海で開催された極東反戦学生会議に出席。労働組合全国評議会中央執行委員、日本無産党中央執行委員を務めた。その後、読売新聞社記者、都新聞社記者を経て、南旺映画の取締役に就任した。太平洋戦争では南方軍嘱託となりサイゴン（現ホーチミン市）で文化工作に従事して終戦を迎えた。
1945年（昭和20年）日本社会党の創立に加わった。1952年（昭和27年）10月の第25回衆議院議員総選挙で福岡県第1区から右派社会党公認で出馬して落選。1953年（昭和28年）4月の第26回総選挙に出馬して当選し、衆議院議員に1期在任した。この間、社会党中央委員、同党福岡県連合会書記長、同副会長などを務めた。その後、第27回、同補欠選挙（1956年11月）、第28回、第29回総選挙に立候補したがいずれも落選した。1960年（昭和35年）民主社会党（民社党）の結党に参画し同党福岡県連副委員長に就任した。
その他、大勢鉱業常務取締役となった。